# Гілл-Сіті (Міннесота)
Гілл-Сіті (англ. Hill City) — місто (англ. city) в США, в окрузі Ейткін штату Міннесота. Населення — 613 особи (2020).

## Географія
Гілл-Сіті розташований за координатами 46°58′53″ пн. ш. 93°35′37″ зх. д. / 46.98139° пн. ш. 93.59361° зх. д. (46.981397, -93.593638).  За даними Бюро перепису населення США в 2010 році місто мало площу 3,92 км², з яких 3,31 км² — суходіл та 0,62 км² — водойми. В 2017 році площа становила 3,51 км², з яких 2,88 км² — суходіл та 0,62 км² — водойми.

## Демографія
Згідно з переписом 2010 року, у місті мешкали 633 особи в 271 домогосподарстві у складі 159 родин. Густота населення становила 161 особа/км².  Було 444 помешкання (113/км²).
Расовий склад населення:
| - 94,5 % — білих - 2,5 % — корінних американців - 0,2 % — чорних або афроамериканців |

До двох чи більше рас належало 2,8 %. Частка іспаномовних становила 2,2 % від усіх жителів.
За віковим діапазоном населення розподілялося таким чином: 26,1 % — особи молодші 18 років, 53,5 % — особи у віці 18—64 років, 20,4 % — особи у віці 65 років та старші. Медіана віку мешканця становила 43,1 року. На 100 осіб жіночої статі у місті припадало 87,8 чоловіків;  на 100 жінок у віці від 18 років та старших — 88,7 чоловіків також старших 18 років.
Середній дохід на одне домашнє господарство  становив 37 571 долар США (медіана — 26 719), а середній дохід на одну сім'ю — 47 903 долари (медіана — 40 417). За межею бідності перебувало 18,1 % осіб, у тому числі 14,3 % дітей у віці до 18 років та 29,1 % осіб у віці 65 років та старших.
Цивільне працевлаштоване населення становило 201 осіб. Основні галузі зайнятості: освіта, охорона здоров'я та соціальна допомога — 33,8 %, транспорт — 10,4 %, будівництво — 10,4 %.